# 南岳七十二峰
南岳七十二峰，指的是南岳衡山的七十二座山峰，分布于衡阳、长沙、湘潭等地。

## 历史沿革
南北朝时的道士徐灵期，在南岳上清宫修道。徐灵期游遍南岳群山，写下《衡岳记》一书，首次提出“七十二峰”的概念。
唐代，道士李冲昭所著著《南岳小录》指出祝融、紫盖、云密、天柱、石廪指“五峰”的形状特点。
南宋时期，道士陈田夫结合前人著作和实际考察，著成《南岳总胜集》。写明七十二峰的具体名录，都加上了注解。
明代诗人陈宗契作《咏南岳诗》中用“青天七十二芙蓉”称呼七十二峰，加大了南岳七十二峰的知名度。
明清时期，文人们曾五修《衡岳志》或《南岳志》，其中七十二峰的峰名陆续有变化。
南岳立区之初，新编《南岳志》以清李元度《南岳志》为蓝本，界定了七十二峰。

## 峰名变化
七十二峰的峰名并不确定，衡阳市图书馆研究员丁民表示，前人文献记载的不确定性会引起后人的误解，历史演变中地名也会自然更替，时势需要也会导致改名。
1939年，赵恒惕督修南岳忠烈祠，把忠烈祠坐落的山峰更名为“香炉峰”，喻南岳忠烈祠会世代享受供奉。但之前的香炉峰坐落于今天湘潭县的茶恩寺香炉寨。
2000年，南岳区在修建万寿广场安置万寿大鼎时，把原本是驾鹤峰下的一个小山丘，也取名叫驾鹤峰。

## 七十二峰组成

### 南岳区
- 祝融峰
- 天台峰
- 天柱峰
- 天堂峰
- 云居峰
- 喜阳峰
- 瑰霄峰
- 祥光峰
- 烟霞峰
- 安上峰
- 香炉峰
- 石廪峰
- 石囷峰
- 云密峰
- 观音峰
- 金简峰
- 赤帝峰
- 灵药峰
- 降真峰
- 仙岩峰
- 崱屴峰
- 文殊峰
- 朝日峰
- 芙蓉峰
- 九女峰
- 轸宿峰
- 永和峰
- 瑞应峰
- 碧萝峰
- 狮子峰
- 掷钵峰
- 朱明峰
- 华盖峰
- 弥陀峰
- 驾鹤峰
- 潜圣峰
- 紫云峰
- 集贤峰
- 云龙峰
- 青岑峰
- 翠鹫峰
- 紫盖峰
- 妙高峰

### 衡山县
- 灵禽峰
- 耆阇峰
- 云隐峰
- 巾紫峰
- 碧云峰
- 吐雾峰
- 白马峰
- 红花峰
- 永参峰
- 会仙峰
- 明月峰
- 双石峰
- 白云峰

### 衡东县
- 晓霞峰
- 采霞峰
- 凤凰山

### 衡阳县
- 岣嵝峰
- 雷祖峰
- 惠日峰
- 栖真峰
- 会善峰
- 白石峰

### 湘潭县
- 灵应峰
- 碧岫峰
- 屏障峰
- 日华峰

### 衡阳市
- 回雁峰

### 株洲市
- 古岳峰

### 长沙市
- 岳麓峰